# Appleseed (pel·lícula de 2004)
Appleseed (アップルシード, Appurushīdo) és una pel·lícula d'acció post-apocalíptica d'animació japonesa del 2004 dirigida per Shinji Aramaki i basat en el manga Appleseed creat per Masamune Shirow. El repartiment de veu inclou Ai Kobayashi, Jūrōta Kosugi, Mami Koyama, Yuki Matsuoka i Toshiyuki Morikawa. La pel·lícula, la segona adaptació del manga després de l'OVA de 1988, explica la història de Deunan Knute, un antic soldat, que busca dades que puguin restaurar les capacitats reproductives dels bioroides, una raça de clons modificats genèticament. Tot i que comparteix personatges i escenaris amb el manga original, la història d'aquesta pel·lícula és una reinterpretació, no una adaptació directa. Va ser llançat el 18 d'abril de 2004.

## Argument
Deunan Knute, un jove soldat i un dels últims supervivents de la Guerra global, és rescatat per Hitomi, un bioroide de segona generació. L'intent de fugida de Knute és aturat pel seu antic amant Briareos Hecatonchires, ara un cyborg. S'adona que la guerra havia acabat i es troba en una ciutat utòpica tecnòcrata anomenada Olimp. La seva població és meitat humana i meitat clon, una espècie modificada genèticament anomenada bioroids. L'Olimp està governat per tres faccions: la primera ministra Athena Areios; el general Edward Uranus III, cap de l'exèrcit de l'Olimp; i un Consell d'Ancians. Tot a la ciutat és observada i administrada per una tecnòcrata sintètica anomenada Gaia d'un edifici anomenat Tartaros. Mentre allà, Deunan s'uneix a la organització antiterrorista ESWAT.
Els bioroides es van crear a partir de l'ADN del difunt pare de Deunan, Carl, fent dels Bioroides de Segona Generació els seus germans i germanes. No obstant això, tenen una vida útil molt més curta que els humans a causa de les capacitats reproductives suprimides. Les instal·lacions d'extensió de la vida del Bioroid són destruïdes per una facció secreta de l'Exèrcit Regular en un atac terrorista contra els Bioroides. Tanmateix, les dades d'Appleseed, que contenen informació sobre la restauració de les capacitats de reproducció de bioroids, encara existeixen.
L'Olimp està plagat de faccions en conflicte. Juntament amb una força d'atac, Deunan i Briareos es dirigeixen a l'edifici on es van crear originalment els Bioroides. Ella activa un enregistrament hologràfic que mostra la ubicació de les dades d’Appleseed. La doctora Gilliam Knute, que va crear els Bioroides i va revelar que era la difunta mare de Deunan, va confiar Appleseed a Deunan, però va ser assassinada per inadvertència per un soldat quan Deunan era un nen. Després de plorar la seva mort, Leyton es torna contra els seus homes. Després són acorralats per l'Exèrcit Regular. Deunan descobreix pel coronel Hades, terrorista anti-Bioroide, que Briareos havia permès escapar intencionadament al seu company de terra, un gran vestiment de batalla semblant a un exoesquelet. Aleshores, Kudoh se sacrifica per treure a Deunan i Briareos del perill i escapar al terrat. Uranus intenta convèncer a Deunan que els Bioroides busquen controlar la humanitat, i vol destruir Appleseed i el D-Tank que conté el mecanisme d'activació reproductiva del Bioroid. Briareos li diu a Uranus que els Ancians van manipular l'Exèrcit perquè volgués destruir el D-Tank, però Athena intenta evitar que ho facin i protegir la humanitat. Hades, que es ressent en Carl, fereix a Briareos. Ella i Briareos fugen al mar, matant Hades en el procés. Malgrat les súpliques de Deunan per no deixar enrere a Briareos, ell la convenç perquè busqui els Ancians. El mecànic Yoshitsune Miyamoto arriba al seu Landmate i comença a reparar Briareos després de rebre un SOS d'ell. Deunan torna a l'Olimp al Landmate de Yoshitsune i utilitza les dades d’Appleseed per restaurar completament les funcions reproductives de Bioroid.
Quan Deunan es troba amb el Consell dels Ancians, revelen la seva implicació en la mort de Gilliam i també planegen utilitzar el virus del tanc D per esterilitzar humans, cosa que deixarà als Bioroides els nous governants de la Terra. Necessitaven les dades d’Appleseed per mantenir vius els bioroides, però Gilliam va amagar les dades perquè no poguessin avançar amb el seu pla. Athena, intervenint per aturar-los i anunciant que Uranus s'ha rendit, li diu a Deunan que els Ancians havien estat actuant pel seu compte i havien tancat Gaia un cop es van adonar que la humanitat havia suavitzat la seva postura contra els Bioroides. Els Ancians afirmen que aviat moriran ja que Gaia els va mantenir vius, però que estaven disposats a sacrificar-se. ESWAT comença a mobilitzar-se, però pateix grans baixes a causa de les armes pesades de les fortaleses.
Briareos arriba i li demana a Deunan que s'uneixi a la batalla. Malgrat les objeccions dels Ancians, ella va amb ell a la setena torre i intenta introduir la contrasenya per tancar les defenses, però un mal funcionament ho fa difícil. La lletra de contrasenya final apareix per si mateixa i Deunan assegura el tanc D, tancant les torres.

## Repartiment
| Paper                  | Japonès | Anglès                                                                                            | Anglès                                                                                             |
| Paper                  | Japonès | Animaze (2005)                                                                                    | Seraphim Digital (2010)                                                                            |
| ---------------------- | --- | ------------------------------------------------------------------------------------------------- | -------------------------------------------------------------------------------------------------- |
| Deunan Knute           | Ai Kobayashi                                                                                                   | Jessica Straus                                                                                    | Luci Christian                                                                                     |
| Briareos Hecatonchires | Juurouta Kosugi                                                                                                | Jamieson Price                                                                                    | David Matranga                                                                                     |
| Athena Areios          | Mami Koyama | Carolyn Hennesy                                                                                   | Allison Sumrall                                                                                    |
| Nike                   | Miho Yamada | Cindy Robinson                                                                                    | Shelley Calene-Black                                                                               |
| Hitomi                 | Yuki Matsuoka                                                                                                  | Karen Strassman                                                                                   | Hilary Haag                                                                                        |
| Yoshitsune Miyamoto    | Toshiyuki Morikawa                                                                                             | Dave Wittenberg                                                                                   | Chris Patton                                                                                       |
| Edward Uranus III      | Yuzuru Fujimoto                                                                                                | Michael McConnohie                                                                                | Jason Douglas                                                                                      |
| Colonel Hades          | Takehito Koyasu                                                                                                | Skip Stellrecht                                                                                   | Andrew Love                                                                                        |
| Kudou                  | Tadahisa Saizen                                                                                                | Skip Stellrecht                                                                                   | Kalob Martinez                                                                                     |
| Dr. Gilliam Knute      | Emi Shinohara                                                                                                  | Karen Strassman                                                                                   | Kara Greenberg                                                                                     |
| Set ancians            | Fumio Matsuoka Hirotake Nagata Ikuo Nishikawa Ryuuji Nakagi Takehiro Koyama Toshihiko Kuwagai Yoshiyuki Kaneko | Doug Stone Kim Strauss Michael Forest Michael Sorich Mike Reynolds William Bassett William Knight | Andy McAvin Christopher Ayres John Gremillion Marty Fleck Stefan Craig T. Posthlewaite Ted Pfister |

## Música
La banda sonora i la música originals de la sèrie inclouen un tema electrònica, techno i trance, amb temes com Paul Oakenfold, Basement Jaxx, Boom Boom Satellites, Akufen, Carl Craig, T. Raumschmiere i Ryuichi Sakamoto manejant la música.

## Historial de llançaments
La pel·lícula es va estrenar als cinemes el 18 d'abril de 2004 al Japó. El 14 de gener de 2005, Geneon Entertainment va estrenar la pel·lícula a 30 sales. Més tard es va publicar en DVD el 10 de maig de 2005, però amb el nom i el logotip de Toho i Geneon eliminats dels crèdits i del tràiler respectivament. La divisió nord-americana de Geneon Entertainment es va tancar el desembre de 2007. Això va permetre que la pel·lícula fos recollida per Sentai Filmworks, amb distribució d'ADV Films, que la va tornar a estrenar en DVD l'1 de juliol de 2009. Sentai Filmworks, juntament amb Section23 Films, van llançar Appleseed en Blu-ray Disc el 18 de maig de 2010. L'edició Blu-ray de la pel·lícula inclou el doblatge original d'Animaze a l'anglès i un doblatge actualitzat produït per Seraphim Digital, que inclou la major part del repartiment d'Appleseed Ex Machina. La pel·lícula es va tornar a estrenar en un Blu-ray/DVD el 8 de setembre de 2015, sota el segell Sentai Selects.

## Recepció
Al lloc web de l'agregador de ressenyes Rotten Tomatoes, el 25% de les 32 ressenyes crítiques són positives i la valoració mitjana és de 4,7/10. El consens crític al lloc web diu: "Tot i que visualment atractiu, la narració i el diàleg d'Appleseed que reflexionen sobre l'existencialisme són pesants, incòmodes i maldestres".
IGN va donar a la pel·lícula un 7 sobre 10, comentant que la pel·lícula és més divertida, bonica i molt millor que la pel·lícula de 1988. Carlos Santos d’Anime News Network va dir que tot i que la trama és una narració excessivament genèrica, la presentació visual i la partitura musical destaquen i donen el seu valor a la pel·lícula. Helen McCarthy a 500 Essential Anime Movies va assenyalar l'ús de l'ombrejat i la captura de moviment a la pel·lícula, afirmant que "per molt bona que sigui la tecnologia, el guió no coincideix amb la versió de 1988". Yahoo! Japan rlassifica la pel·lícula amb una estrella de 3,16.

## Seqüeles i preqüela
El director Shinji Aramaki també va dirigir la seqüela, titulada Appleseed Ex Machina, que es va estrenar el 19 d'octubre de 2007 al Japó. La pel·lícula va tornar a presentar imatges generades per ordinador animades, encara que l'estil cel enforquit va ser abandonat. El 22 de juliol de 2014, es va publicar una preqüela indirecta titulada Appleseed Alpha en Blu-ray i DVD després d'un llançament digital el 15 de juliol de 2014.

## Conseqüències i influència
Appleseed (2004) va ser descrit per Mark Schilling (The Japan Times) com "un ús innovador de programari d'animació predefinit per crear efectes a l'estil de Hollywood en una petita fracció. dels pressupostos de Hollywood." Aquesta afirmació es va fer ressò pel president de l'Studio Ghibli, Toshio Suzuki, que va afirmar que Appleseed revolucionaria el negoci de l'animació.